# Acamptonectes densus
Acamptonectes densus Fischer et al., 2012 è un rettile marino estinto, appartenente agli ittiosauri. Visse nel Cretaceo inferiore e all'inizio del Cretaceo superiore (Hauteriviano - Cenomaniano, circa 136 - 100 milioni di anni fa) e i suoi resti fossili sono stati ritrovati in Europa (Inghilterra e Germania). È uno dei più recenti ittiosauri noti.

## Descrizione
Questo animale è noto grazie ad alcuni esemplari fossili, tra cui un esemplare adulto (l'olotipo), un subadulto parziale e un altro scheletro incompleto. L'olotipo consiste in una volta cranica frammentaria, una mandibola completa, uno scheletro assiale incompleto e parte del cinto scapolare.
Acamptonectes, come gran parte degli ittiosauri, possedeva una forma corporea simile a quella di un delfino. La lunghezza di un esemplare adulto doveva essere di circa 3 metri. L'aspetto doveva richiamare quello di altri ittiosauri di epoche precedenti, come Ophthalmosaurus e Mollesaurus, ma erano presenti alcune differenze. Gran parte del suo scheletro era insolitamente rigido: lo stesso nome binomiale (Acamptonectes densus) significa "nuotatore rigido dal corpo denso", in riferimento alle ossa occipitali strette fra loro e alle vertebre cervicali che non permettevano al collo di muoversi liberamente. Il muso di Acamptonectes era inoltre meno profondo delle specie simili, così come i denti erano più sottili e appuntiti. Le costole erano più robuste e dotate di una sezione circolare.

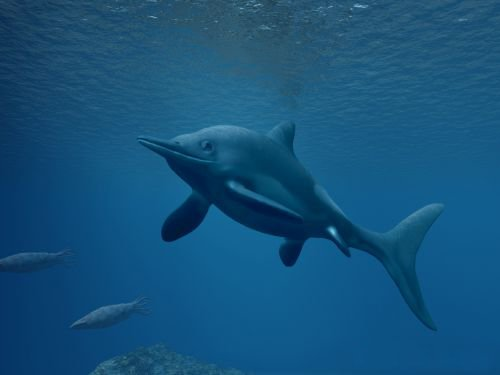
Ricostruzione di Acamptonectes densus

## Tassonomia
Il primo fossile noto di Acamptonectes (e anche il più completo) fu scoperto nel 1958 nella formazione Speeton Clay (risalente all'inizio del Cretaceo, piano Hauteriviano) nello Yorkshire settentrionale (Inghilterra) ma la sua descrizione non venne mai pubblicata formalmente. A quell'epoca, l'esemplare venne considerato una nuova specie di Platypterygius (un altro ittiosauro del Cretaceo). Nel 2003, un nuovo ittiosauro venne ritrovato nei pressi di Cremlingen, in Germania, sempre in terreni dell'Hauteriviano; questo esemplare venne riconosciuto come un nuovo taxon, e le caratteristiche uniche di questo esemplare furono riscontrate anche nel "Platypterygius" di Speeton Clay. Un altro esemplare proveniente dalla località inglese era stato scoperto nel frattempo (nel 1985); infine, venne creata una collaborazione tra i vari scienziati che avevano studiato i diversi esemplari, e il taxon venne formalmente denominato nel 2012, usando l'esemplare del 1958 come olotipo e i due successivi come paratipi. Nello studio vennero inoltre descritti altri esemplari frammentari provenienti da una formazione geologica più recente (Cambridge Greensand), risalente al Cenomaniano. Lo studio del 2012 permise inoltre di riconoscere un nuovo esemplare attribuito ad Acamptonectes, noto come Ichthyosaurus brunsvicensis, descritto nel 1909 e proveniente dalla Germania.
Acamptonectes fa parte di quel gruppo di ittiosauri noti come oftalmosauridi, particolarmente specializzati per la vita in mare aperto e dalla forma del corpo particolarmente compatta e idrodinamica. Acamptonectes, nonostante le peculiarità morfologiche, condivide con gli oftalmosauridi numerose autapomorfie, tra le quali la forma dell'osso basioccipitale e la presenza di tre faccette articolari sulla parte distale dell'omero.

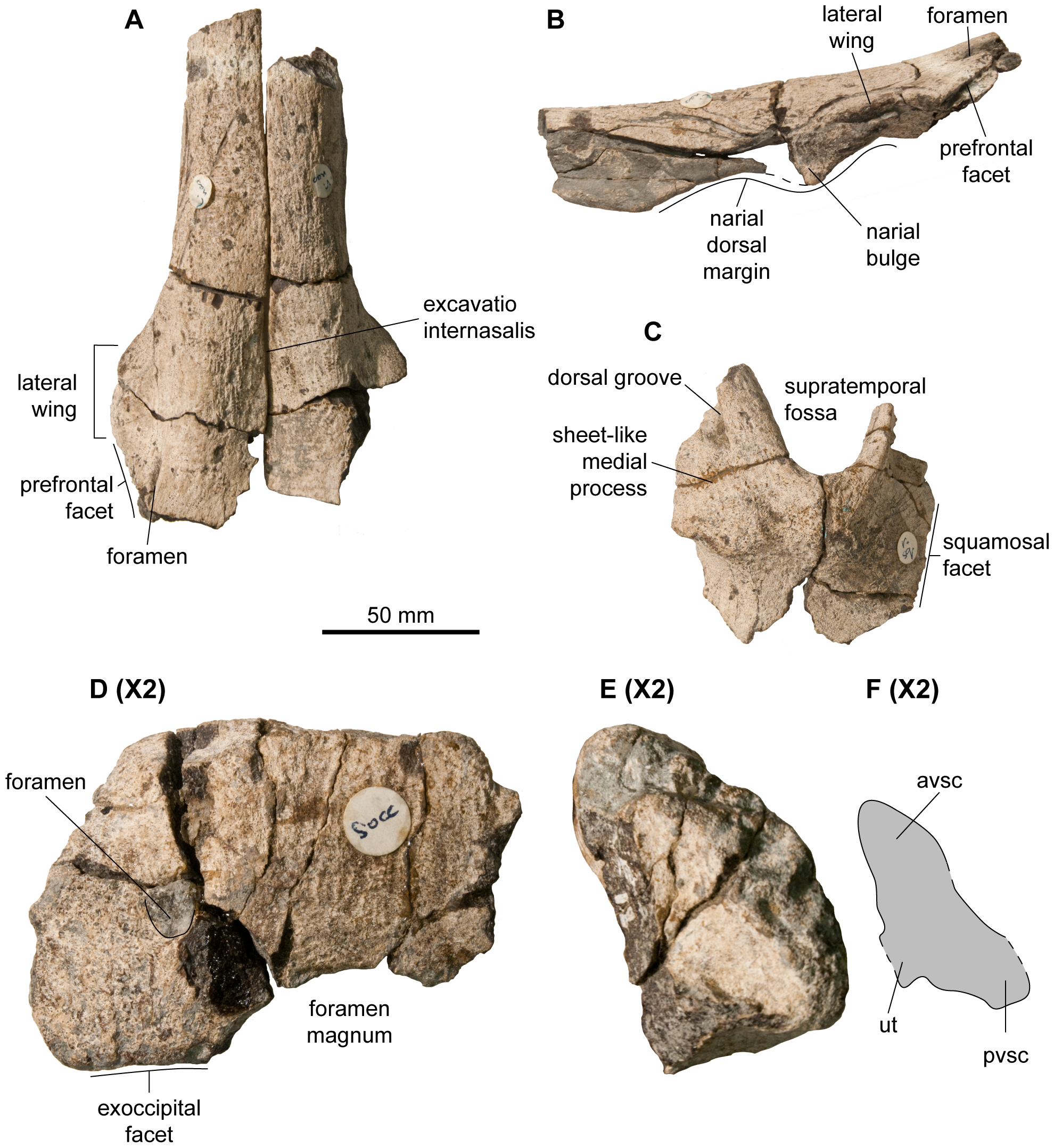
Volta cranica dell'olotipo di Acamptonectes densus

## Significato dei fossili
Acamptonectes è molto importante perché dimostra che gli ittiosauri più specializzati non si estinsero completamente alla fine del Giurassico, come era invece ritenuto fino al 2012. La scoperta di questo animale indica che gli oftalmosauridi rimasero un gruppo diversificato fino alla completa estinzione di tutti gli ittiosauri, avvenuta all'inizio del Cretaceo superiore. Le analisi filogenetiche effettuate nello studio del 2012 indicano inoltre che la famiglia degli oftalmosauridi si diversificò ben presto in due sottofamiglie, Ophthalmosaurinae e Platypterygiinae. Entrambi i cladi sopravvissero al limite Giurassico/Cretaceo e sopravvissero almeno fino all'Albiano/Cenomaniano.

## Paleobiologia
La particolare morfologia di Acamptonectes indica che questo animale possedeva una parte anteriore molto rigida, e il movimento oscillatorio del corpo doveva coinvolgere essenzialmente la parte posteriore. Ciò significa che la metà anteriore particolarmente affusolata serviva all'animale a penetrare nel mezzo acquatico come un dardo. La struttura a sezione circolare delle costole potrebbe essere un ulteriore adattamento ad accrescere la rigidità del corpo, ed è possibile che le costole fossero di aiuto contro la sindrome da decompressione. Probabilmente Acamptonectes si nutriva di pesci e molluschi cefalopodi.